# Parthenicus selectus
Parthenicus selectus är en insektsart som beskrevs av Knight 1925. Parthenicus selectus ingår i släktet Parthenicus och familjen ängsskinnbaggar. Inga underarter finns listade i Catalogue of Life.